# Langlade (Saint-Pierre en Miquelon)
Langlade (ook: Petite Miquelon) is een van de drie eilanden van de gemeente Miquelon-Langlade in het Franse overzeese gebied Saint-Pierre en Miquelon. Het beslaat een oppervlakte van 91 km² (44,3% van het hele gebied) en heeft geen permanente inwoners (de laatste inwoner stierf in juli 2006).

## Geografie
Langlade is het zuidelijkste en tweede grootste van de drie eilanden. Het is via een tombolo (lange, dunne stroken zandduinen) in het noorden verbonden met het eiland Miquelon. Door Langlade stroomt ook een kleine rivier, de Belle Rivière.

## Naamgeving
De etymologie van de naam Langlade is behoorlijk vreemd. In tegenstelling tot velen die denken dat de naam Langlade is afgeleid van de gemeente Langlade in Frankrijk, heeft ze niets met deze naam te maken. De naam is namelijk afgeleid van een oud toponiem, Cap d'Angleterre (1674) of Cap de Langlais (1694).
- Virtual International Authority File: 145676289
- WorldCat: E39PBJcWrB8bXD3fQwCHYqPYT3